# Ліковлаг
Ліковський ВТТ і будівництво 204 (рос. ЛИКОВСКИЙ ИТЛ И СТРОИТЕЛЬСТВО 204, Ликовлаг) — підрозділ, що діяв в системі виправно-трудових установ.
Організований 16.08.38 ;

закритий не пізніше 10.41

## Підпорядкевання і дислокація
- ГУЛАГ з 16.08.38;
- ГУЛЖДС не пізніше 02.41.

Дислокація: Московська область, Кунцевський р-н, с. Ліково.

## Виконувані роботи
- будівництво Центрального аеропорту Головного управління цивільного повітряного флоту (рос. ГУГВФ) — Внуковського аеропорту;
- будівництво житлового будинку в Москві на набережній Фрунзе.

## Чисельність з/к
- 01.10.38 — 2817,
- 01.01.39 — 4556,
- 01.01.40 — 3255,
- 07.40 — 4232 ,
- 01.01.41 — 4547,
- 01.07.41 — 11 063;
- середня за місяць 07.41 — 2273